# Domérat
Domérat est une commune française située dans le département de l'Allier, en région Auvergne-Rhône-Alpes.

## Géographie

### Localisation
Domérat est située entre l'ouest et le nord de Montluçon.

### Communes limitrophes
Ses communes limitrophes sont :
| La Chapelaude |           | Vaux, Saint-Victor |
| Huriel        | Domérat   |                    |
| Quinssaines   | Prémilhat | Montluçon          |

### Hydrographie
La ville est traversée par le ruisseau Boisdijoux, le ruisseau Bartillat et la rivière Magieure.

### Climat
Pour des articles plus généraux, voir Climat d'Auvergne-Rhône-Alpes et Climat de l'Allier.
En 2010, le climat de la commune est de type climat océanique dégradé des plaines du Centre et du Nord, selon une étude du CNRS s'appuyant sur une série de données couvrant la période 1971-2000. En 2020, Météo-France publie une typologie des climats de la France métropolitaine dans laquelle la commune est exposée à un climat de montagne ou de marges de montagne et est dans la région climatique Ouest et nord-ouest du Massif Central, caractérisée par une pluviométrie annuelle de 900 à 1 500 mm, maximale en automne et en hiver.
Pour la période 1971-2000, la température annuelle moyenne est de 11,4 °C, avec une amplitude thermique annuelle de 15,4 °C. Le cumul annuel moyen de précipitations est de 742 mm, avec 10,5 jours de précipitations en janvier et 7,2 jours en juillet. Pour la période 1991-2020, la température moyenne annuelle observée sur la station météorologique de Météo-France la plus proche, sur la commune de Montluçon à 6 km à vol d'oiseau, est de 12,0 °C et le cumul annuel moyen de précipitations est de 637,1 mm,. Pour l'avenir, les paramètres climatiques de la commune estimés pour 2050 selon différents scénarios d'émission de gaz à effet de serre sont consultables sur un site dédié publié par Météo-France en novembre 2022.
| Mois                                  | jan.           | fév.           | mars           | avril         | mai           | juin          | jui.          | août          | sep.          | oct.          | nov.          | déc.           | année      |
| ------------------------------------- | -------------- | -------------- | -------------- | ------------- | ------------- | ------------- | ------------- | ------------- | ------------- | ------------- | ------------- | -------------- | ---------- |
| Température minimale moyenne (°C)     | 0,6            | 0,1            | 2              | 4,7           | 8,1           | 12,3          | 13,8          | 13,3          | 9,5           | 7,2           | 3,6           | 1,3            | 6,4        |
| Température moyenne (°C)              | 4,4            | 4,7            | 7,8            | 11,1          | 14,3          | 18,7          | 20,6          | 20,2          | 16,4          | 12,8          | 8,2           | 5,2            | 12         |
| Température maximale moyenne (°C)     | 8,1            | 9,4            | 13,6           | 17,5          | 20,5          | 25,2          | 27,4          | 27            | 23,3          | 18,4          | 12,9          | 9,1            | 17,7       |
| Record de froid (°C) date du record   | −13,9 26.01.07 | −15,6 07.02.12 | −12,9 01.03.05 | −7,5 08.04.21 | −3,3 06.05.19 | 2,1 03.06.06  | 4,7 07.07.20  | 4,1 31.08.10  | −0,8 25.09.02 | −6,1 16.10.09 | −9,6 18.11.07 | −13,6 26.12.10 | −15,6 2012 |
| Record de chaleur (°C) date du record | 21,8 01.01.22  | 23,2 27.02.19  | 25,5 31.03.21  | 30 30.04.05   | 33,9 27.05.05 | 40,8 29.06.19 | 41,1 23.07.19 | 41,3 18.08.12 | 36 07.09.23   | 34,6 02.10.23 | 27,7 08.11.15 | 20,8 19.12.15  | 41,3 2012  |
| Précipitations (mm)                   | 46,4           | 34,1           | 44,5           | 60,5          | 73,2          | 57,8          | 54,6          | 59            | 50,4          | 58,7          | 52,2          | 45,7           | 637,1      |

## Urbanisme

### Typologie
Au 1er janvier 2024, Domérat est catégorisée ceinture urbaine, selon la nouvelle grille communale de densité à 7 niveaux définie par l'Insee en 2022.
Elle appartient à l'unité urbaine de Montluçon, une agglomération intra-départementale dont elle est une commune de la banlieue,. Par ailleurs la commune fait partie de l'aire d'attraction de Montluçon, dont elle est une commune de la couronne,. Cette aire, qui regroupe 58 communes, est catégorisée dans les aires de 50 000 à moins de 200 000 habitants,.

### Morphologie urbaine
La ville se développe beaucoup depuis les années 1950-1960, grâce à sa situation en périphérie de Montluçon.

### Occupation des sols

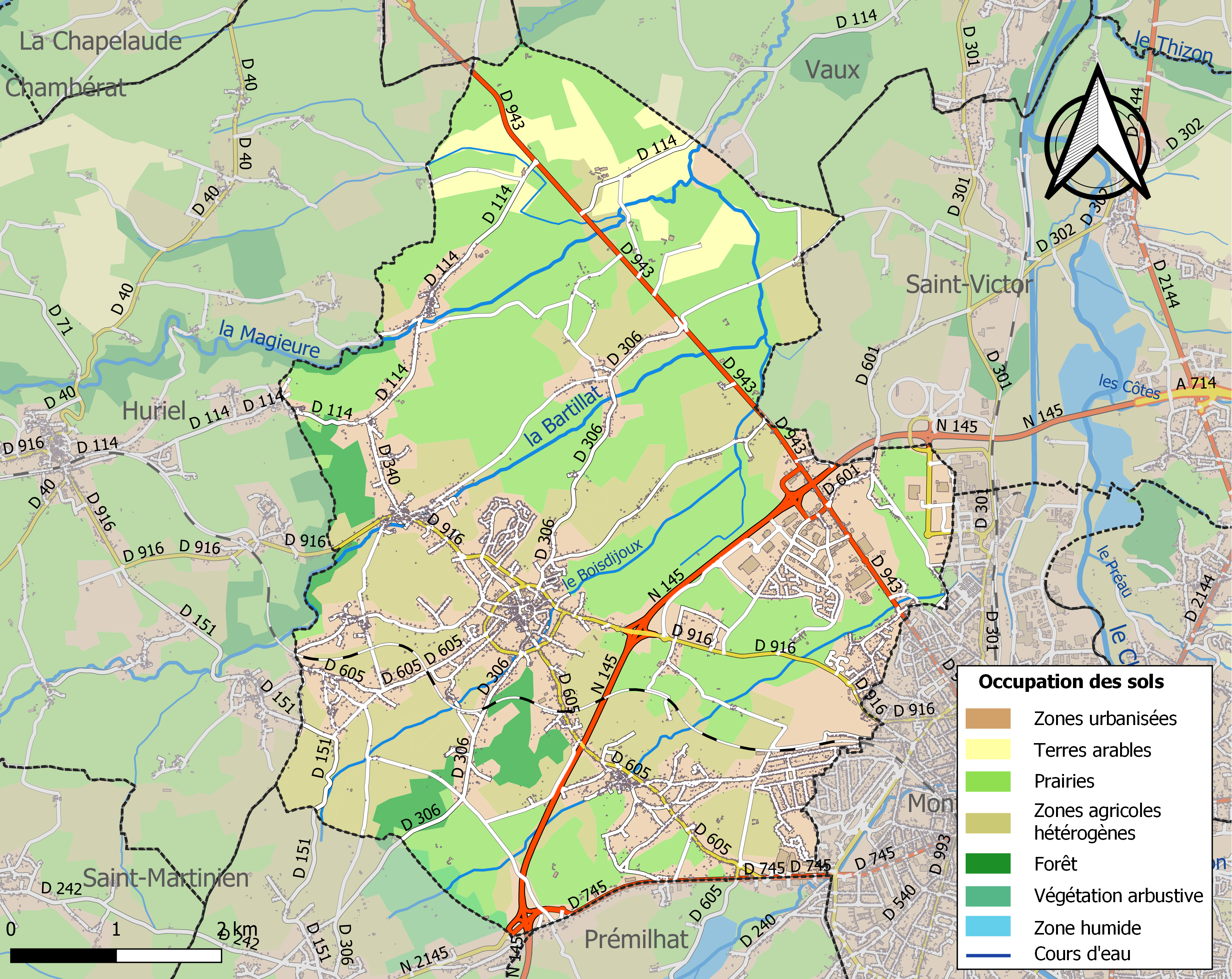
Carte des infrastructures et de l'occupation des sols de la commune en 2018 (CLC).

L'occupation des sols de la commune, telle qu'elle ressort de la base de données européenne d’occupation biophysique des sols Corine Land Cover (CLC), est marquée par l'importance des territoires agricoles (66,1 % en 2018), en diminution par rapport à 1990 (70 %). La répartition détaillée en 2018 est la suivante : prairies (38,6 %), zones agricoles hétérogènes (22,8 %), zones urbanisées (22 %), zones industrielles ou commerciales et réseaux de communication (7,7 %), terres arables (4,7 %), forêts (3,6 %), milieux à végétation arbustive et/ou herbacée (0,4 %), espaces verts artificialisés, non agricoles (0,3 %).
L'IGN met par ailleurs à disposition un outil en ligne permettant de comparer l’évolution dans le temps de l’occupation des sols de la commune (ou de territoires à des échelles différentes). Plusieurs époques sont accessibles sous forme de cartes ou photos aériennes : la carte de Cassini (XVIIIe siècle), la carte d'état-major (1820-1866) et la période actuelle (1950 à aujourd'hui).

### Voies de communication et transports

#### Voies routières
La ville est traversée par la route départementale 916, ancienne route nationale 716 reliant Montluçon au sud-est à Huriel à l'ouest, ainsi que par la route départementale 943, ancienne nationale 143, sur l'axe Montluçon – Châteauroux. Ces deux routes permettent un accès à l'autoroute A71 Paris – Clermont-Ferrand ou Guéret via la route nationale 145 (échangeur 39 pour la D 916 et échangeur 38 pour la D 943).

#### Transports ferroviaires
La ligne de Montluçon à Saint-Sulpice-Laurière passe sur le territoire communal. Les gares les plus proches sont à Montluçon et à Huriel.

#### Transports en commun
Le réseau de transports en commun de Montluçon Communauté, Maelis, dessert la commune, où deux lignes régulières y passent :
- la ligne C, reliant la mairie de Désertines à Domérat Allende via la mairie, la zone d'aménagement concerté de Châteaugay et la place Saint-Pierre à Montluçon ;
- la ligne E, reliant Côte de Crevant à Saint-Victor via la mairie, le lycée Paul-Constans, la place Saint-Pierre à Montluçon, puis Désertines.

Les lignes régulières A et B passent à la frontière avec la commune de Montluçon. La ligne M1 de transport à la demande relie le village de Givrette à Domérat Vignoux et Villon à Jean Moulin.

#### Transports aériens
- Aérodrome de Montluçon - Domérat

## Toponymie
La commune est nommée Domairat en bourbonnais, dialecte qui est traditionnellement parlé dans la région de Montluçon. La commune fait, en effet, partie du Croissant, zone où se rejoignent et se mélangent la langue occitane et la langue d'oïl.

## Histoire
L'ancienne commune de Givrette est réunie à Domérat en 1809.
La commune a abrité le Centre de séjour surveillé (CSS), dit Camp de Tronçais, où ont été internés les habitants de la région de Montluçon suspectés de collaboration. Des atrocités, nourries par un besoin de vengeance, y ont été commises d'août à octobre 1944.

## Politique et administration

### Administration municipale
Le conseil municipal, réuni le 23 mai 2020 à la suite des élections municipales, est composé de vingt-neuf élus, dont sept adjoints.

### Liste des maires
| Période                                  | Période                   | Identité         | Étiquette | Qualité |
| ---------------------------------------- | ------------------------- | ---------------- | --------- | --- |
| Les données manquantes sont à compléter. |                           |                  |           | |
| 1929                                     | 1939                      | Eugène Jardon    | PCF       | Viticulteur - Député |
| 1959                                     | 1975                      | Albert Poncet    | PCF       | Cultivateur |
| 1976                                     | mars 2008                 | Jean Desgranges  | PCF       | Conseiller général de Domérat-Montluçon-Nord-Ouest (1985-2004)                                                                                          |
| mars 2008                                | 23 mai 2020               | Marc Malbet      | PS        | Retraité de l'enseignement Conseiller général de Domérat-Montluçon-Nord-Ouest (2004-2015) Conseiller départemental du canton de Montluçon-1 depuis 2015 |
| 23 mai 2020                              | En cours (au 24 mai 2020) | Pascale Lescurat | PS        | Éducatrice spécialisée à la protection judiciaire de la jeunesse Conseillère départementale du canton de Montluçon-1 depuis 2015                        |

## Population et société

### Démographie
Les habitants de la commune sont appelés les Domératois et les Domératoises.

#### Évolution démographique
L'évolution du nombre d'habitants est connue à travers les recensements de la population effectués dans la commune depuis 1793. Pour les communes de moins de 10 000 habitants, une enquête de recensement portant sur toute la population est réalisée tous les cinq ans, les populations de référence des années intermédiaires étant quant à elles estimées par interpolation ou extrapolation. Pour la commune, le premier recensement exhaustif entrant dans le cadre du nouveau dispositif a été réalisé en 2008.

En 2022, la commune comptait 8 665 habitants, en évolution de −1,75 % par rapport à 2016 (Allier : −1,38 %, France hors Mayotte : +2,11 %).
| 1793  | 1800  | 1806  | 1821  | 1831  | 1836  | 1841  | 1846  | 1851  |
| ----- | ----- | ----- | ----- | ----- | ----- | ----- | ----- | ----- |
| 1 810 | 1 456 | 1 367 | 2 113 | 2 812 | 3 006 | 3 022 | 3 169 | 3 130 |

| 1856  | 1861  | 1866  | 1872  | 1876  | 1881  | 1886  | 1891  | 1896  |
| ----- | ----- | ----- | ----- | ----- | ----- | ----- | ----- | ----- |
| 3 129 | 3 221 | 3 438 | 3 524 | 3 506 | 3 554 | 3 657 | 3 616 | 3 513 |

| 1901  | 1906  | 1911  | 1921  | 1926  | 1931  | 1936  | 1946  | 1954  |
| ----- | ----- | ----- | ----- | ----- | ----- | ----- | ----- | ----- |
| 3 353 | 3 535 | 3 147 | 2 830 | 2 831 | 3 044 | 3 019 | 4 177 | 5 072 |

| 1962  | 1968  | 1975  | 1982  | 1990  | 1999  | 2006  | 2008  | 2013  |
| ----- | ----- | ----- | ----- | ----- | ----- | ----- | ----- | ----- |
| 5 685 | 5 725 | 7 139 | 8 534 | 8 875 | 8 812 | 8 996 | 9 004 | 9 033 |

| 2018  | 2022  | - | - | - | - | - | - | - |
| ----- | ----- | - | - | - | - | - | - | - |
| 8 742 | 8 665 | - | - | - | - | - | - | - |

#### Pyramide des âges
En 2021, le taux de personnes d'un âge inférieur à 30 ans s'élève à 25,2 %, soit en dessous de la moyenne départementale (29,0 %). À l'inverse, le taux de personnes d'âge supérieur à 60 ans est de 39,8 % la même année, alors qu'il est de 35,6 % au niveau départemental.
En 2021, la commune comptait 4 119 hommes pour 4 548 femmes, soit un taux de 52,47 % de femmes, légèrement supérieur au taux départemental (52,03 %).
Les pyramides des âges de la commune et du département s'établissent comme suit :
| Hommes | Classe d’âge | Femmes |
| ------ | ------------ | ------ |
| 0,6    | 90 ou +      | 1,8    |
| 12,1   | 75-89 ans    | 14,3   |
| 24,5   | 60-74 ans    | 26,1   |
| 22,2   | 45-59 ans    | 21,2   |
| 12,9   | 30-44 ans    | 13,6   |
| 13,5   | 15-29 ans    | 10,3   |
| 14,3   | 0-14 ans     | 12,7   |

| Hommes | Classe d’âge | Femmes |
| ------ | ------------ | ------ |
| 1,2    | 90 ou +      | 3      |
| 10     | 75-89 ans    | 13,4   |
| 21,3   | 60-74 ans    | 22     |
| 20,6   | 45-59 ans    | 19,6   |
| 15,7   | 30-44 ans    | 15     |
| 15,6   | 15-29 ans    | 12,9   |
| 15,7   | 0-14 ans     | 14     |

### Enseignement
Domérat dépend de l'académie de Clermont-Ferrand. Elle gère six écoles : l'école maternelle Françoise-Dolto, les écoles maternelle et élémentaire Denis-Diderot, Marcel-Pagnol, Alain-Fournier, les écoles élémentaires Paul-Langevin et Victor-Hugo.
Le conseil départemental de l'Allier gère le collège Louis-Aragon.

### Sports
La ville est dotée d'un stade municipal, ainsi que d'un gymnase municipal proche du collège, un court de tennis, un boulodrome, un stand de tir et une salle de musculation.
- Football : AS Domérat (ASD)
- Badminton : AB/CD03

Domérat est la ville de départ de la 4e étape du Paris-Nice 2022 le 9 mars. Il s'agit d'une étape de contre-la-montre individuel,.
Elle est ville de départ de la 1re étape du Critérium du Dauphiné 2025 le 8 juin 2025 (étape de 189,2 km reliant Domérat à Montluçon, avec franchissement à deux reprises de la côte de Domérat (4e catégorie, 1,8 km à 4 %)).

## Économie
La commune fait partie du vignoble de la région de Montluçon.

## Culture locale et patrimoine

### Lieux et monuments
- Église Notre-Dame, des XIIe et XIXe siècles, sur laquelle figurent les initiales RF (République française). La crypte située sous le chœur de l'église est l'une des plus grandes et des plus belles du département. Elle date du XIe siècle et elle est classée monument historique[32], comme le chœur de l'église, seul vestige de l'église du XIIe siècle. Celui-ci témoigne, comme à Huriel, du style roman berrichon.
- Chapelle oratoire Saint-Abdon de Domérat.
- L'Hôtel-de-Ville construit par l'architecte montluçonnais Gilbert Talbourdeau (1902).
- Château de Vignoux inscrit au titre des monuments historiques[33]
- Musée de la Vigne.
- Château et parc de la Pérelle.
- Domaine et château de Brignat, reconstruit au XIXe siècle par la famille Guilhomet et passé ensuite par alliance aux familles d'Horrer et de Maussion de Candé, qui s'en séparent dans les années 1960. Actuel centre Jean-Nègre, appartenant à la ville de Montluçon, il est utilisé pour des classes vertes et comme centre de loisirs.
- Ancien lavoir dans le hameau de Couraud.
- Place Bacchus et sa statue représentant le dieu romain du vin.
- Grand oratoire de Crevant datant du XIXe siècle.

### Personnalités liées à la commune
- Eugène Jardon (1895-1977), homme politique, député-maire de Domérat ; il fit partie des 80 parlementaires qui refusèrent les pleins pouvoirs au maréchal Pétain.
- Audrey Tautou, comédienne, a passé son enfance à Domérat puis à Montluçon.

### Héraldique
|  | Les armes de la commune se blasonnent ainsi : D'azur à la bande d'or chargée d'une bande de gueules, accompagnée de deux grappes de raisin aussi d'or, tigées et vrillées de sable, feuillées de sinople. |